# Aricia brunnescens
Aricia brunnescens är en fjärilsart som beskrevs av Harrison 1906. Aricia brunnescens ingår i släktet Aricia och familjen juvelvingar. Inga underarter finns listade i Catalogue of Life.